# Cerrado Novo
O Cerrado Novo é uma elevação portuguesa localizada na ilha de São Miguel, arquipélago dos Açores.
Este acidente geológico tem o seu ponto mais elevado a 532 metros de altitude acima do nível do mar. A aldeia da Ribeira Seca do Porto encontra-se nas proximidades desta formação.